# Walter Edwin Arnoldi
Walter Edwin Arnoldi (Nova Iorque, 14 de dezembro de 1917 — 5 de outubro de 1995) foi um engenheiro mecânico estadunidense. É conhecido pela iteração de Arnoldi, um algoritmo de autovalores usado em álgebra linear numérica.
Arnoldi obteve a graduação em engenharia mecânica no Stevens Institute of Technology em 1937, com mestrado na Universidade Harvard. Trabalhou no United Aircraft and Transport Corporation, de 1939 a 1977. Seu artigo de 1951, The principle of minimized iterations in the solution of the eigenvalue problem, é um dos mais citados artigos em álgebra linear numérica.